# دهستان مالفجان
دهستان مالفجان نام دهستانی در بخش مرکزی شهرستان سیاهکل، استان گیلان در ایران است. براساس سرشماری مرکز آمار ایران در سال ۱۳۸۵، جمعیت آن ۶۳۹۰ نفر (۱۸۹۳ خانوار) بوده‌است.